# Hugo Carl Forst
Hugo Carl Eduard Forst (geboren am 26. Juli 1834 in Köln; gestorben am 12. Januar 1887 in Koblenz) war ein preußischer Verwaltungsbeamter und vertretungsweise Landrat in den Kreisen Mülheim am Rhein und Köln.

## Leben
Der Katholik Hugo Carl Forst war ein Sohn des Kölner Advokatanwalts Franz Carl Eduard Forst und dessen Ehefrau Maria Theresia Carolina Sandt. Nach einem Studium der Rechtswissenschaften an den Universitäten in Bonn und Heidelberg setzte er seine juristische Ausbildung ab 1855 zunächst als Auskultator beim Landgericht Köln fort, bevor er nach Ablegung des zweiten Staatsexamens 1857 zum Gerichtsreferendar ernannt wurde. Nach Übergang als nunmehriger Regierungsreferendar in den preußischen Verwaltungsdienst und unter Beschäftigung bei der Königlich Preußischen Regierung in Köln, legte er 1861 auch die dritte Prüfung mit anschließender Ernennung zum Regierungsassessor ab. Während seiner Dienstzeit bei der Regierung in Köln wurde er zweimal damit betraut vertretungsweise die Verwaltung eines zugehörigen Kreises wahrzunehmen. Erstmals vom 14. April 1862 bis zum 22. Juni 1863 in der Nachfolge von Oskar Danzier, dem Landrat des Kreises Mülheim am Rhein und zuletzt vom 3. August 1867 bis zum 29. Mai 1868 nach dem Tod des Landrates des Landkreises Köln, Hermann Joseph Simons. Forst wechselte in der Folge als Regierungsassessor 1869 an die Regierung Magdeburg und 1870 an die Regierung Trier, wo er 1872 auch die Ernennung zum Regierungsrat erhielt. In dieser Funktion gelangte er 1872 an die Regierung Koblenz, wo er im Dienst starb.